# Nagytálya
Nagytálya es un pueblo ubicado en el distrito de Eger, en el condado de Heves, Hungría.

## Superficie
Posee una superficie de 13,19 kilómetros cuadrados.

## Demografía
Hasta 2019 la población era de 888 habitantes, con una densidad de población de 67,32 habitantes por kilómetro cuadrado.